# József Ferdinánd bajor herceg
József Ferdinánd Lipót bajor herceg, németül: Joseph Ferdinand Leopold Kurprinz von Bayern, spanyolul: José Fernando de Baviera, (Bécs, 1692. október 28. – Brüsszel, 1699. február 6.), a Wittelsbach-házból származó II. Miksa Emánuel választófejedelem fia, II. Károly spanyol király trónjának kijelölt örököse.

## Élete

### Származása, testvérei
József Ferdinánd Lipót választófejedelmi herceg édesapja II. Miksa Emánuel bajor választófejedelem (1662–1726) volt, császári tábornagy, sikeres hadvezér, aki 1683-ban részt vett a törököktől ostromolt Bécs felmentésében, majd főhadparancsnokként a török ellen vezetett hadjáratokat Magyarországon. A császáriak 1688-ban az ő vezetésével foglalták el Nándorfehérvárt. 1692–1706 között a Spanyol-Németalföld császári kormányzója volt.
Édesanyja a választófejedelem első felesége, Mária Antónia osztrák főhercegnő (1669–1692) volt, I. Lipót német-római császár és Margit Terézia spanyol infánsnő, császárné leánya, IV. Fülöp spanyol király unokája. Három fiúgyermekük született. Az első kettő, Lipót Ferdinánd (*/† 1689) és Antal (*/† 1690) a születésüket követő napokban meghaltak. A harmadik fiú, József Ferdinánd Lipót születését Mária Antónia hercegné csak néhány hónappal élte túl.
Apja 1695-ben, első feleségének halála 3 évvel másodszor is megnősült. Második feleségétől, Terézia Kinga lengyel királyi hercegnőtől (1676–1730), III. (Sobieski) János lengyel király és Mária Kazimira királyné (született Marie Casimire Louise de La Grange d’Arquien francia grófnő) leányától tíz gyermeke született (József Ferdinánd féltestvérei), hatan érték meg a felnőttkort:
- Egy halva született fiú (1695).
- Maria Anna Karoline hercegnő (1696–1750), aki 1720-ban Therese Emanuele de corde Jesu néven belépett a klarissza apácák müncheni kolostorába.
- Károly Albert herceg (1697–1745), 1742-től haláláig VII. Károly néven német-római császár.
- Fülöp Móric Mária herceg (1698–1719), Paderborn és Münster posztumusz kinevezett püspöke (elhunytának híre még nem tudódott ki).
- Ferdinánd Mária Ince (1699–1738) császári tábornagy.
- Kelemen Ágost herceg (1700–1761), Köln hercegérseke és választófejedelme, a Német Lovagrend nagymestere, Hildesheim, Münster, Paderborn és Osnabrück hercegérseke.
- Vilmos herceg (1701–1704), kisgyermekként meghalt.
- Alajos János Adolf herceg (1702–1705), kisgyermekként meghalt.
- János Tivadar herceg (1703–1763) bíboros, Regensburg, Freising és Liège (Lüttich) hercegérseke.
- Miksa Emánuel Tamás herceg (1704–1709), kisgyermekként meghalt.

### A Wittelsbach nagyhatalmi terv eszköze
József Ferdinánd apja, Miksa Emánuel választófejedelem 1692–1706 között a Spanyol-Németalföld királyi kormányzójaként Brüsszelben élt. A Habsburg-házból származó utolsó spanyol király, a gyermektelen II. Károly 1698-ban József Ferdinándot, Miksa Emánuel legidősebb élő fiát, IV. Fülöp spanyol király dédunokáját tette meg trónjának örökösévé, Asztúria hercegévé. Jelölését Anglia és Németalföld is támogatták. József Ferdinánd trónrajutása esetén a Wittelsbach-család nemcsak a Spanyol Királyságot, hanem az egész spanyol világbirodalmat mondhatta volna magáénak. A Habsburg-házból való I. Lipót német-római császár ezt a szerződést semmiképpen sem fogadhatta el.[forrás?]
1699-ben József Ferdinánd herceg váratlanul, mindössze hatéves korában Brüsszelben meghalt. A brüsszeli Szent Mihály és Szent Gudula-székesegyházban temették el. Halálának okát máig sem sikerült tisztázni. A kortársak mérgezésre gyanakodtak, a bajor és a francia udvar Lipót császár kezét látta a gyilkosságban (kérdéses, hogy Lipót képes volt-e arra, hogy megmérgeztesse a saját unokáját). A kisfiú halála katasztrófát jelentett a Wittelsbachok nagyhatalmi terveinek.

### Halálának következményei
A spanyol trón kijelölt örökösének hirtelen halála miatt megszűnt az spanyol birtokok felosztásáról kötött angol-francia felosztási szerződés. 1700. március 2-án Franciaország, Anglia, és Hollandia új felosztási szerződést kötöttek. Eszerint Fülöp, Anjou hercege, XIV. Lajos francia király unokája megkapta volna Nápolyt, Szicíliát és Milánót, Károly osztrák főhercegnek, I. Lipót császár fiának (a későbbi VI. Károly császárnak) jutott volna a többi spanyol birtok. Lipót elutasította ezt a szerződést, erre XIV. Lajos megszegte azt. Rábeszélte II. Károly spanyol királyt, hogy Franciaország javára másítsa meg végrendeletét, és örököséül a nővérének – féltestvérének –, Mária Terézia infánsnőnek – XIV. Lajos első feleségének – az unokáját, Fülöp anjou-i herceget jelölje ki. Emiatt II. Károly halála 1701-ben után kitört a spanyol örökösödési háború, amelyben Bajorország, Franciaország szövetségeseként súlyos vereséget szenvedett. Apjának, Miksa Emánuelnek Franciaországba kellett menekülnie, országát a Habsburg Birodalom csapatai szállták meg.

## Külső hivatkozások
- József Ferdinánd életrajzi adatai.
- A Wittelsbach uralkodók családfája.